# リマリ県
リマリ県（スペイン語: Provincia de Limarí）は、チリのコキンボ州 (IV) の県である。県都はオバエ市。

## 地理と人口動態
以下は、国立統計研究所（INE）の2002年国勢調査による
- 面積：13,553.2 km2 (5,233 sq mi)
- 人口：156,158人
  - 男性：77,087人
  - 女性：79,071人
- 人口密度：11.5人/k㎡（30人/平方マイル）
- 人口増加率：10.3%（14,607人） - 1992年〜2002年

## コムーナ
県は5つのコムーナから構成される：
- オバエ
- リオ・ウルタド
- モンテ・パトリア
- コンバルバラ
- プニタキ